# Allgäuer Emmentaler
L'allgäuer emmentaler est un fromage allemand au lait cru de vache à pâte pressée cuite. Il est produit dans la région de l'Allgäu, dans le sud de l'Allemagne, et il bénéficie d'une Indication géographique protégée.

## Histoire
L'allgäuer emmentaler tire son origine de la région de Berne en Suisse. En 1821, Joseph Aurel Stadler introduit la méthode de fabrication de l'emmental dans la région allemande de l'Allgäu.
En 1955, on dénombre 450 fromageries produisant 16500 tonnes d'allgaüer Ementaler.
Il bénéficie d'une Indication géographique protégée depuis le 24 janvier 1997.